# C. Hayden Coffin
Charles Hayden Coffin (22 de abril de 1862-8 de diciembre de 1935) fue un actor y cantante inglés conocido por sus actuaciones en muchos musicales de fama, particularmente los producidos por George Edwardes.

## Biografía
Coffin nació en Mánchester. Sus padres eran de Maine, y su padre era dentista.  Coffin iba a ingresar en el College of Surgeons, pero decidió finalmente hacerse actor. En 1883 actuó en el St. George's Hall de Londres con el papel de Tom Gilroy en la obra de H. J. Byron "Partners for Life" y como Vivid en "Monsieur Jacques"

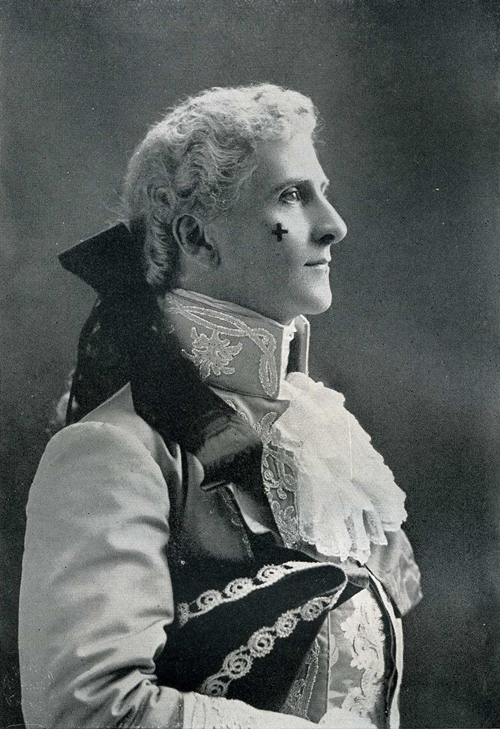
Coffin en Dorothy.

Coffin debutó de manera profesional como John Smith en la pieza de Edward Solomon y Sydney Grundy Pocahontas (1885). Llegó a la fama gracias al papel de Harry Sherwood en el éxito de Alfred Cellier y B. C. Stephenson Dorothy (1886), obra en la que cantaba "Queen of My Heart". La buena presencia de Coffin y su poderosa voz le convirtieron en uno de los más populares barítonos de finales del siglo XIX e inicios del siglo XX.  Al principio de su carrera, también tuvo éxito con Doris (1889), composición del mismo equipo, The Red Hussar (Solomon y Henry Pottinger Stephens, 1889), La Cigale (1890, adaptación por F. C. Burnand de la obra del compositor Edmond Audran), y Captain Therese (1890), entre otras piezas. Pasó la temporada 1892–93 en Nueva York para coprotagonizar diferentes producciones con la soprano Lillian Russell. También trabajó en varias pantomimas.
Coffin volvió a Londres en 1893 para actuar en una serie de comedias musicales eduardianas producidas por George Edwardes y compuestas por Sidney Jones y después por Lionel Monckton, incluyendo A Gaiety Girl (1893), An Artist's Model (1895), The Geisha (1896), A Greek Slave (1898), San Toy (1899), A Country Girl (1903) y The Cingalee (1904). También participó en Veronique (1904) y The Girl Behind the Counter (1906), interpretó el papel principal de Tom Jones (1907), y fue el Capitán Charteris en The Quaker Girl (1910).

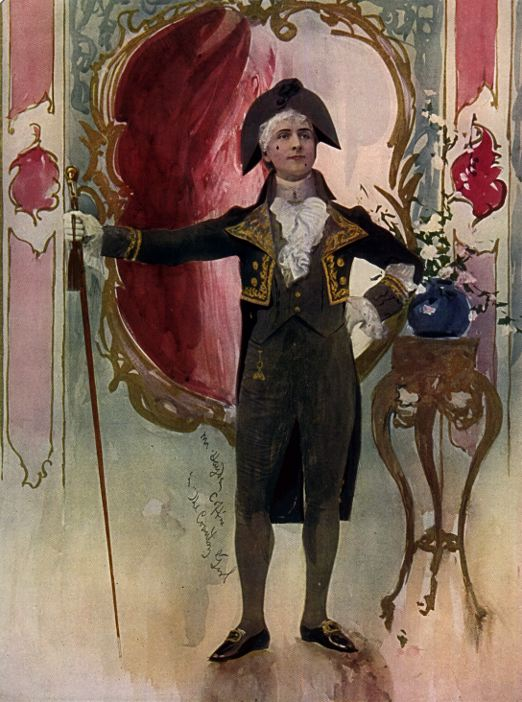
Dibujo de Coffin en A Country Girl.

Coffin tuvo una relación sentimental con la actriz Hope Temple, pero finalmente se casó con la también actriz Adeline de Leuw, cuyo primer marido era el compositor Alberto Randegger. En sus últimos años Coffin se dedicó al drama, incluyendo papeles en obras de Shakespeare, con actuaciones ocasionales en musicales tales como Young England (1916) y As You Were (1918). Hizo varios filmes hasta 1930 y continuó haciendo giras durante la década de 1920.
Falleció en Londres a los 73 años de edad.

## Grabaciones
Coffin hizo un pequeño número de grabaciones para Gramophone Company:
- 4-2834 When travelling days are over Young England (Bath) c. 1916, 10", coupled on E35. (speed 81)
- 2-4385 Young Fresh England Young England (Bath) in ensemble, 10", coupled on E 35.
- 02714  Who sings of England? Young England (Clutsam), 1916-17, 12", coupled on D200.